# Calliope
Calliope — рід горобцеподібних птахів родини мухоловкових (Muscicapidae). Представники цього роду мешкають в Азії. Раніше їх відносили до роду Соловейко (Luscinia), однак за результатами молекулярно-філогенетичного дослідження 2010 роду вони були переведені до відновленого роду Calliope.

## Види
Виділяють п'ять видів:
- Соловейко білохвостий (Calliope pectoralis)
- Соловейко біловусий (Calliope tschebaiewi)[8][9]
- Соловейко червоногорлий (Calliope calliope)
- Соловейко вогнистогорлий (Calliope pectardens)
- Соловейко строкатий (Calliope obscura)